# Рождественское сельское поселение (Челябинская область)
Рожде́ственское се́льское поселе́ние — муниципальное образование в Увельском районе Челябинской области Российской Федерации. В рамках административно-территориального устройства муниципальное образование  соответствует административно-территориальной единице Рождественский сельсовет.
Административный центр — село Рождественка.

## География
Поселение расположено в юго-восточной части района, на берегу озера Лебединое (Моховое). Рельеф равнинный, ближайшие высоты — 223 и 224 м, ландшафт — лесостепь. В окрестностях многочисленные колки, озёра и болота. В 3 км к северу находится озеро Мышайкуль.
Расстояние от центра поселения до районного центра посёлка Увельский — 23 км.

## История
Статус и границы сельского поселения установлены Законом Челябинской области от 17 сентября 2004 года № 277-ЗО «О статусе и границах Увельского муниципального района и сельских поселений в его составе».

## Население
| 2002  | 2010  | 2011  | 2012  | 2013  | 2014  | 2015  |
| ----- | ----- | ----- | ----- | ----- | ----- | ----- |
| 2443  | ↗2472 | ↗2473 | ↘2453 | ↘2421 | ↘2412 | ↘2377 |
| 2016  | 2017  | 2018  | 2019  | 2020  | 2021  |       |
| ↗2391 | ↗2402 | ↗2404 | ↘2399 | ↘2367 | ↘2359 |       |

## Состав сельского поселения
| № | Населённый пункт | Тип населённого пункта       | Население |
| - | ---------------- | ---------------------------- | --------- |
| 1 | Дуванкуль        | село                         | ↗501      |
| 2 | Ключи            | деревня                      | ↘310      |
| 3 | Родионово        | деревня                      | ↘172      |
| 4 | Рождественка     | село, административный центр | ↗1489     |